# Marvin Harris
Marvin Harris   (Brooklyn, 18 d'agost de 1927 - Gainesville, 25 d'octubre de 2001) fou un antropòleg estatunidenc conegut per ser el creador i figura principal del materialisme cultural, corrent teòrica que tracta d'explicar les diferències i semblances socioculturals donant prioritat a les condicions materials de l'existència humana,.

## Biografia
Va néixer i es va criar en Brooklyn, Nova York. Va estudiar a l'Erasmus Hall High School on va conèixer a la seva esposa Madeline amb la qual va tenir una filla. Va servir en l'exèrcit dels Estats units assignat a una unitat amfíbia entre 1945 i 1947. Va estudiar en la Universitat de Colúmbia on va fer classes entre 1953 i 1980, on fou president del seu departament d'antropologia de 1966 a 1969. Va realitzar treballs de camp a Brasil, Equador, Moçambic, Índia i East Harlem, Nova York.
Després de la publicació de The rise of anthropological theory el 1968, Harris ajudà a centrar l'interès dels antropòleg en les relacions entre cultura, ecologia, tecnologia i demografia i en la necessitat de fonamentar l'antropologia en una base científica. Va ser un prolífic escriptor i moltes de les seues publicacions han obtingut una àmplia difusió entre lectors no formats en aquesta ciència.
La seva teoria es sustenta sobre el materialisme històric de Karl Marx, l'evolució cultural de White, l'ecologia humana de Steward, el comportament psicològic de Skinner i els conceptes emic i etic enunciats inicialment per Pike. Segons Harris, la perspectiva emic caracteritza les estratègies de l'antropologia que es basen en la visió pròpia d'una cultura, i se suposa que representa una estratègia hermenèutica per a l'anàlisi cultural. Això es diferencia de la perspectiva etic, que representa un enfocament exterior, desenvolupat per l'investigador per generar una teoria científica.
Entre les seves publicacions divulgatives destaquen: "Cows, Pigs, Wars and Witches: The Riddles of Culture" (1974), que analitza estils de vida aparentment irracionals i inexplicables, "Cannibals and Kings: The Origins of Cultures" o "Good to eat" (1985), al voltant de les dimensions culturals del menjar. La majoria estan traduïdes al castellà; en canvi, no tenim referències de versions en català. Va morir als 74 anys a Gainesville.

## Aportacions teòriques
Les primeres obres de Harris seguiren la tradició boasiana antropològica de treball de camp descriptiu, però la seva experiència a Moçambic el portà a canviar el seu enfocament inicial particularista-relativista.
Des d'aleshores Harris començà a desenvolupar un paradigma positivista i materialista per a les ciències socials a partir del treball de diversos autors: «el materialisme bàsic de Karl Marx i B. F. Skinner; la importància dels factors econòmics de Marx; l'evolucionisme de Leslie White; i l'enfocament demogràfic i ambiental de Julian Steward i Karl Wittfogel (però en última instància provinent de Darwin i Malthus)».
La seva història del pensament antropològic, El desenvolupament de la teoria antropològica (1968), és una anàlisi crítica de diferents corrents antropològics amb la intenció de construir una teoria «nomotètica» (generalitzadora) viable basada en principis científics sobre les causes de l'evolució sociocultural humana que Harris anomenà materialisme cultural, terme que emprà per primera vegada en aquesta obra, i que anà perfeccionant amb els anys.

### Emic-ètic
Un mètode d'investigació distintiu de l'antropologia és l'observació participant que consisteix a passar llargues temporades entre la gent i involucrar-se en llurs activitats quotidianes. Harris considera que la meta de l'investigador és obtenir coneixement tant dels seus aspectes mentals com dels del comportament. Els aspectes mentals correspondrien amb les idees, pensaments, sentiments de les persones. El comportament correspondria amb el que fan; les activitats i esdeveniments que tenen lloc en aquella cultura. A més aquests dos aspectes es poden estudiar des de dues perspectives, la dels participants i la dels observadors.
Per resoldre aquesta qüestió epistemològica Harris prengué la distinció entre emic-ètic, que havia desenvolupat Kenneth Pike per a les seves investigacions lingüístiques, encara que hi ha diferències conceptuals entre la definició de Pike i la de Harris. Per a Harris, emic serien les descripcions i explicacions que són raonables i significatives per al participant, mentre que ètic serien les descripcions i explicacions considerades apropiades per la comunitat d'observadors científics. La meta de les explicacions etic és generar teories científiques sobre les diferències i semblances socioculturals. Harris afirmava que totes dues aproximacions són necessàries per obtenir una explicació dels aspectes mentals i del comportament humans.

### Materialisme cultural
Per a Harris el materialisme cultural «està basat en la simple premissa que la vida social humana és una resposta als problemes pràctics de l'existència terrenal». La seva meta principal és donar explicacions científiques causals sobre les diferències i semblances en el pensament i comportament que hi ha entre els grups humans. Harris sosté que aquesta tasca s'ateny millor si s'estudien les limitacions i oportunitats materials que parteixen de la necessitat de produir aliments, refugi, eines i màquines, i de reproduir les poblacions humanes dins d'uns límits establerts per la biologia i el medi ambient.
Harris descriu els sistemes socioculturals en tres categories: infraestructura, dividida en mode de producció i reproducció, i que comprèn un conjunt de variables demogràfiques, econòmiques, tecnològiques i ambientals; estructura, l'organització domèstica i política; i superestructura que comprèn les idees, símbols i valors (en especial els valors simbòlics). El materialisme cultural proposa que la principal causa de selecció sociocultural prové de la infraestructura (per exemple de l'ecosistema en què es desenvolupa una societat humana) tot i que admet que els tres sectors es retroalimenten entre si.

### Antropologia basada en la ciència
Harris fou el principal exponent durant la segona meitat del segle xx, almenys entre antropòlegs culturals, que l'antropologia ha d'estar basada en l'epistemologia de la ciència. Fou el tema central de la seva obra El desenvolupament de la teoria antropològica (1968) i l'objectiu explícit a El materialisme cultural (1979). A la seva edició anglesa duu el subtítol «la lluita per una ciència de la cultura», i aquesta frase resumeix l'ambició de tota la vida de Harris.
Harris tractà de resoldre els problemes empírics que per a les ciències socials plantejà el falsacionisme de Karl Popper i Thomas Kuhn emprant la rectificació que feu Imre Lakatos i el seu falsacionisme sofisticat. Entén que la seva teoria supera el criteri de demarcació de Lakatos entre ciència i no-ciència que estableix que una teoria és científica si és progressiva empíricament, és a dir, prediu fets nous i explica part d'aquests fets a més dels ja coneguts.

## Explicacions de fenòmens culturals
Harris exposà teories sobre les causes d'estils de vida aparentment irracionals i inexplicables donant prioritat a explicacions pràctiques i materials com les condicions ecològiques i tecnològiques abans que a les espirituals o mitològiques.
Es feu molt conegut per la seva explicació sobre tabús alimentaris. Per entendre la prohibició de cert aliment, Harris considera les despeses i beneficis que proporciona aquell aliment i si hi ha alternatives més eficients. El cas de la prohibició del consum de porc entre els israelites i musulmans ho explica sobre la base que els porcs necessiten ombra i humitat per regular la seva temperatura i, a més de la carn, no proporcionen altres serveis com sí que ho fan els animals de tracció, tampoc no donen llet, i no es poden alimentar d'herba. Amb la progressiva desforestació i desertificació de l'Orient Mitjà i el continu creixement de la població es feu molt car i ineficient criar porcs per la seva carn, i per evitar la temptació se n'instituí el tabú com a precepte religiós. Una altra explicació molt famosa fou sobre la prohibició de matar i alimentar-se de ramaderia bovina a l'Índia. Les vaques són més valuoses vives que mortes atès que proporcionen serveis importants. progenitores de bous, que són animals de tracció. A més donen llet i el seu fem s'empra com a combustible, fertilitzant i revestiment del sòl. La temptació de matar-les durant èpoques de sequera i fams s'evita millor a través d'un tabú religiós fort. Com bé diu Harris: "Un agricultor que té una vaca té una
factoria per produir bous".
Harris proposà juntament amb Willian Divale que la pressió demogràfica i la manca de recursos són els principals causants de les guerres a societats no estatals. Com a exemple exposà el cas dels ianomami, contradient l'explicació sociobiològica de l'etnògraf Napoleon Chagnon basada en una agressivitat innata masculina dels humans.
A La cultura nord-americana contemporània (1981) s'ocupa de l'evolució social dels Estats Units a finals del segle xx. Relaciona el pas d'una societat industrial a una altra on predomina el sector serveis amb l'ingrés d'un gran nombre de dones a la força laboral remunerada, la qual cosa provocà canvis als valors sexuals tradicionals: caiguda de la natalitat, augment dels divorcis i canvi en els hàbits sexuals. D'altres canvis al sector econòmic com l'oligopolització i burocratització dels sectors públics i privats estarien relacionats amb la mala qualitat de productes i serveis i això provocaria la inflació, depreciació del dòlar i disminució del nivell de vida.
A La nostra espècie (1990) analitza el gran abast de l'evolució física i cultural humanes, oferint explicacions provocatives de temes com el gènere humà i sexualitat i els orígens de la desigualtat.

## Obres
Harris és autor de diversos llibres per a públic general: 
- Cows, Pigs, Wars and Witches: The Riddles of Culture..  Londres: Hutchinson & Co., 1975. ISBN 0-09-122750-X. Reissued in 1991 by Vintage, New York.
- Cannibals and Kings: The Origins of Cultures..  Nova York: Vintage., 1977. ISBN 0-394-40765-2.
- Why Nothing Works: The Anthropology of Daily Life..  Nova York: Simon & Schuster., 1981. ISBN 0-671-63577-8. (Previously titled America Now: The Anthropology of a Changing Culture)
- Our Kind: who we are, where we came from, where we are going..  Nova York: HarperCollins/Harper Perennial., 1990. ISBN 0-06-091990-6.
- Good to Eat: Riddles of Food and Culture..  Illinois: Waveland Press., 1998. ISBN 1-57766-015-3. (Previously published 1985 by Simon & Schuster. Previously titled The Sacred Cow and the Abominable Pig)
- Food and Evolution: Towards a Theory of Human Food Habits.  Philadelphia: Temple University Press, 1987. ISBN 0-87722-668-7.
- Cultural Materialism: the Struggle for a Science of Culture. 1979. Walnut Creek, California: AltaMira Press.